# Igala (langue)
Pour les articles homonymes, voir Igala.
L’igala, ou igara, est une langue du groupe yoruboïde de la famille des langues bénoué-congolaises parlée au Nigeria.

## Écriture
En 1931, W.T.A. Philpot propose un alphabet igala qui est adopté par les autorités coloniales.
| a | b | ch | d  | e  | ẹ  | f | g | gb | gw | h | i | j | k | kp | kw |
| l | m | n  | ñm | ñw | ny | n | o | ọ  | p  | r | t | u | w | y  |    |

L’orthographe igala a été révisée dans les années 1980, notamment lors d’ateliers organisés par le National Language Centre.
| a | b | ch | d  | e  | ẹ  | f  | g | gb | gw | h | i | j | k | kp | kw |
| l | m | n  | ng | nm | nw | ny | n | o  | ọ  | p | r | t | w | y  |    |

Les tons sont indiqués à l’aide d’accents.